# Shawn Dawson
Shawn Dawson (in ebraico שון דוסון‎?; Eilat, 12 dicembre 1993) è un cestista israeliano con cittadinanza statunitense.

## Biografia
È nato in Israele da Joe Dawson, cestista statunitense professionista nel paese, e madre israeliana. I suoi genitori hanno divorziato quando egli aveva sette anni, così Shawn è cresciuto nella natia Eilat insieme alla madre. Ha giocato nelle giovanili dell'Hapoel Eilat fino all'età di quindici anni, poi insieme al fratello minore Tyler si trasferisce in un'altra cittadina israeliana, Rehovot, al seguito del padre, il quale aveva acquisito la cittadinanza e nel frattempo si era stabilito in Israele. Successivamente Shawn si è unito al settore giovanile del Maccabi Rishon LeZion.

## Carriera

### Club
Il club con cui ha debuttato a livello senior è proprio il Maccabi Rishon LeZion: nella stagione 2012-2013 Dawson è passato infatti dal settore giovanile alla prima squadra. È diventato titolare nel corso della sua seconda stagione, con un minutaggio medio salito da 10,6 a 25,8 per partita. Quell'anno ha fatto registrare una media di 10,5 punti di 5,1 rimbalzi a partita ma, nonostante ciò, la squadra ha concluso la stagione regolare al decimo posto senza qualificarsi per i play-off. Nella stagione 2014-2015 Dawson ha segnato una media di 13,2 punti (quarto tra gli israeliani in campionato) e ha preso 5,5 rimbalzi per partita. Nella partita di apertura dei playoff contro l'Hapoel Holon, ha segnato un record personale di 28 punti e ha preso 18 rimbalzi, portando la sua squadra alla vittoria ai supplementari. Nei play-off, ha registrato una media di 21,1 punti e 7,4 rimbalzi per partita, ma il Maccabi Rishon è stato eliminato in semifinale dall'Hapoel Gerusalemme. In quella stagione è stato nominato giocatore giovane dell'anno e incluso nel quintetto dell'anno.
Nel dicembre 2015, Dawson è stato nominato Giocatore del Mese della lega israeliana. Durante quella stagione, ha registrato medie di 31,7 minuti, 15,7 punti, 6 rimbalzi e 3 assist per partita. È stato incluso nel secondo quintetto dell'anno e ha guidato la sua squadra al sesto posto alla fine della stagione regolare della Ligat ha'Al 2015-2016. La squadra ha sconfitto il Maccabi Haifa nella serie dei quarti di finale e ha eliminato a sorpresa il Maccabi Tel Aviv in semifinale in gara secca, vincendo infine il campionato il 9 giugno 2016 (anche in questo caso in gara secca) in una partita vinta 83-77 contro l'Hapoel Gerusalemme anche grazie ai suoi 21 punti.
Nell'estate del 2016 Dawson è stato chiamato dai Washington Wizards per la NBA Summer League di Las Vegas, dove ha chiuso con una media di 5,6 punti, 1,3 rimbalzi e 0,8 assist per partita in circa 14 minuti. Nell'agosto dello stesso anno ha firmato un contratto non garantito per una stagione con i New Orleans Pelicans e si è unito al training camp per la stagione 2016-2017, ma è stato escluso dalla squadra prima dell'inizio della stagione e ha fatto ritorno al Maccabi Rishon LeZion, dove ha avuto una media di 13,1 punti e 5,3 rimbalzi.
Il 18 luglio 2017 Dawson ha firmato un contratto biennale con il Bnei Herzliya. Nonostante le sue medie personali pari a 16,2 punti, 5,5 rimbalzi e 2,2 assist, la squadra ha deluso finendo il campionato all'undicesimo posto, non qualificandosi per i quarti di finale dei play-off e sfiorando la retrocessione.
Dopo aver giocato con i Brooklyn Nets nella NBA Summer League senza però riuscire a ottenere un contratto, il 28 luglio 2018 Dawson ha firmato per una stagione con lo Joventut Badalona della Liga ACB spagnola. Nella sua prima stagione con la squadra, Dawson ha giocato 18 partite con una media di 11,7 punti e 4,2 rimbalzi, aiutando la squadra a terminare al settimo posto nella stagione regolare, qualificandosi per la successiva Eurocup, ma l'annata di Dawson era terminata anzitempo a gennaio per via della lesione del legamento crociato anteriore del ginocchio destro occorsogli durante la partita contro Gran Canaria. Ristabilitosi, il 30 ottobre 2019 Dawson ha riportato una rottura completa del tendine d'Achille nel corso della partita di Eurocup contro l'Olimpia Lubiana, infortunio che lo ha tenuto fuori causa per alcuni mesi e che di fatto gli ha fatto saltare la rimanente parte di stagione 2019-2020. Nella stagione 2020-2021 è tornato in attività con la squadra, giocando 23 partite con una media di 3,5 punti. In quella stagione, Badalona ha chiuso la regular season della Liga ACB al settimo posto e ha raggiunto i quarti di finale dell'Eurocup.
Il 23 agosto 2021 Dawson è tornato ufficialmente agli israeliani del Bnei Herzliya per una seconda volta, firmando un contratto di un anno. Non ha mostrato le stesse cifre della precedente parentesi anche a causa di un minutaggio più ridotto, ma ha chiuso con 9,7 punti e 3,6 rimbalzi di media a partita. Quell'anno, il club ha vinto la Coppa di Israele 2022 con la vittoria per 87-82 sull'Hapoel Tel Aviv, in un match che ha visto Dawson realizzare 16 punti.
Il 5 luglio 2022 Dawson è stato presentato dall'Hapoel Holon con un contratto annuale. Ha viaggiato ad una media di 11 punti e 3,3 rimbalzi, aiutando la formazione gialloviola a raggiungere le semifinali dei play-off, dove è stata eliminata dal Maccabi Tel Aviv con un 2-0 nella serie. Il 21 giugno 2023 Dawson ha rinnovato il contratto con l'Hapoel Holon per un'ulteriore stagione. Nella sua seconda stagione con la squadra le sue prestazioni sono diminuite a causa di infortuni e mancanza di stabilità, con una media di 7 punti a partita. La squadra è stata eliminata nei quarti di finale per 3-0 dall'Hapoel Gerusalemme.
Il 20 agosto 2024 è diventato ufficialmente un giocatore della Pallacanestro Forlì 2.015, squadra che lo ha tesserato in vista del campionato di Serie A2 2024-2025. La sua esperienza romagnola è stata però condizionata da problemi fisici, tra cui un edema al ginocchio e un'infiammazione a un tendine, che hanno spinto la società a cautelarsi con l'ingaggio di Toni Perković, poi confermato fino al termine della stagione. Con sole sei partite all'attivo, nel febbraio 2025 Dawson e la società biancorossa hanno raggiunto un accordo per la risoluzione anticipata del contratto.

### Nazionale
Con Israele ha disputato due edizioni dei Campionati europei, rispettivamente nel 2015 e nel 2017.

## Palmarès
- Campionato israeliano: 1

Maccabi Rishon LeZion: 2015-16
- Coppa di Israele: 1

Bnei Herzliya: 2022